# Diplommatinidae
Famille
Les Diplommatinidae sont une famille de mollusques gastéropodes terrestres.

## Historique et dénomination
La famille des Diplommatinidae a été décrite par le malacologiste allemand Ludwig Karl Georg Pfeiffer en 1857.

## Taxinomie
Liste des sous-familles
- Cochlostomatinae Kobelt, 1902
- Diplommatininae L. Pfeiffer, 1857